# Фитч, Альва Ревиста
Альва Ревиста Фитч (англ. Alva Revista Fitch; 10 сентября 1907 года, Амхерст, Небраска, США — 25 ноября 1989 года, Вашингтон, США) — американский военачальник, генерал-лейтенант Армии США. Заместитель директора Разведывательного управления Министерства обороны с 1964 по 1966 год. С 16 октября 1961 года по 5 января 1964 года занимал должность помощника начальника штаба по разведке в Главном управлении Министерства Армии.

## Биография
Родился 10 сентября 1907 года в Амхерсте, штат Небраска в семье Гертруды Де Ла Барре и Джона Альберта Фитча. Был первым скаутом-орлом в Небраске и одним из самых ранних скаутов к западу от Миссисипи. Окончил старшую школу Кирни и получил назначение в Вест-Пойнт, поскольку был выдвинут сенатором от Небраски Робертом Бичером Хауэллом. Окончил академию в июне 1930 года в звании второго лейтенанта полевой артиллерии. В сентябре 1935 года был произведён в первые лейтенанты. С 1937 по 1939 год служил адъютантом у генерала Лесли Джеймса Макнейра.
В феврале 1940 года был переведён в Форт-Стотсенберг на Филиппинах в качестве командующего батареей А 23-го полевого артиллерийского полка, который был вооружен 2,95-дюймовыми горными орудиями QF, запряжёнными лошадьми и мулами. В июне был произведён в капитаны. После начала вторжения на Филиппины 8 декабря 1941 года 13 декабря 23-й полк был прикреплён к 26-му кавалерийскому полку и отступил с другими подразделениями 1-го корпуса на Батаан. В январе 1942 года Фитч был произведён в майоры и, ввиду ранения полковник Холстеда Клотуорти Фаулера, назначен командующим 71-м полевым артиллерийским полком. Лично вёл артиллерийский батальон, оказавшийся в японском окружении, к оставшимся союзным подразделениям к югу от Маубана. В мае 1942 года, через несколько дней после капитуляции основных сил, был взят в плен.
Выживший после Батаанского марша смерти, Фитч содержался на Лусоне в лагере О’Доннелл. В декабре 1944 года его вместе с другими выжившими с Батаана на борту Ōryoku Maru перевезли в лагеря для военнопленных на Фукуоке. Был освобождён в сентябре 1945 года. Фитч был награждён крестом «За выдающиеся заслуги» и Серебряной звездой за героизм и мужество, проявленные в бою и во время пребывания в японском плену.
Вернувшись в Америку, с февраля по июль 1946 года учился в Командно-штабном колледже в Форт Ливенворте, штат Канзас, после служил там инструктором до августа 1947 года. Во время Корейской войны Фитч был командиром артиллерии, а затем командовал 3-й бронетанковой дивизией. Позже служил начальником штаба Корпуса военной разведки. Входил в состав Комиссии по рассмотрению требований к армейской авиации, также известной как Комиссия Роджерса, которая была создана 15 января 1960 года начальником штаба сухопутных войск для рассмотрения плана развития армейской авиации и соответствующих предложений промышленности. В её состав входили генерал-майоры Гамильтон Хауз, Томас Ф. Ван Натта, Роберт Дж. Вуд, Ричард Д. Мейер, Эрнест Ф. Истербрук и председатель генерал-лейтенант Гордон Б. Роджерс; результаты деятельности Комиссии позволили создать более влиятельную Комиссию Хоуза по аэромобильности.
С 16 октября 1961 года по 5 января 1964 года занимал должность помощника начальника штаба по разведке в Главном управлении Министерства Армии. С 1964 по 1996 год занимал должность заместителя директора Разведывательного управления Министерства обороны.
Ушёл в отставку в 1966 году. До 1975 года был военным редактором Kiplinger Newsletter. Скончался 25 ноября 1989 года в Армейском медицинском центре Уолтера Рида в Вашингтоне. Похоронен на Арлингтонском национальном кладбище.